# Ват Ратчабурана
Ват Ратчабурана (тайск. วัดราชบุรณะ พระนครศรีอยุธยา) — буддийский храмовый комплекс в историческом городе Аютайя в Таиланде.

## Расположение
Ват располагается на окраине исторического города Аютайя, западнее реки Лопбури. Южная часть храма соседствует с храмом Пхра-Махатхат, тем самым они образуют как бы единый комплекс.

## История
Согласно «Королевским хроникам Аютайи» (1680), храм был построен Боромморачатхиратом II в 1424 году. По легенде, в 1424 году умер Интарача, король Аютии, оставив троих сыновей. Старшие братья направили свои армии к столице, чтобы взять престол и погибли, сражаясь друг с другом на слонах. На престол взошёл младший брат, принц Чао Сам Пхраяа, под тронным именем Боромморачатхират II (годы правления 1424—1448), который повелел выстроить храм на месте кремации его старших братьев.
Король Боромморачатхират III (годы правления: 1733—1758), до вступления на трон много лет проведший в монашестве, перестроил храм и добавил ещё одну ступу к комплексу.
Во время реставрации в храме были найдены монеты, королевские золотые регалии, относящиеся к началу XV века, и три изображения Будды, выполненные сингальскими мастерами и датирующиеся 1424 годом. Некоторые учёные датируют современный вид храма XVII веком, когда были добавлены ступы, окружающие пранг с четырёх сторон. Подобный крестообразный план впервые появился в XVII века в Вате Пхра-Махатхат.
В 1957 году храмовый комплекс был разграблен. Воры вынесли реликвии из золота. Общий вес похищенного имущества составил 75 кг. Большую часть похищенного найти не удалось. После инцидента храмом заинтересовались археологи и вскрыли крипту, в которой обнаружили 2 121 артефакт, большая часть которых также была из золота.

## Достопримечательность
В 1991 году храм был внесён в список объектов всемирного наследия ЮНЕСКО.
Центральный пранг храма богато украшен изображениями гаруд и наг и выполнен в кхмерском стиле. Несмотря на то, что храм подвергся реставрации в 1957—1958 годах, на фасаде сохранились оригинальные стукко. Один из них изображает гаруду, нападающего на нагу. На фасаде встречаются также другие мифологические персонажи и животные, а также цветы лотоса, нишах расположены изображения Будды.
Найденные в 50-х годах артефакты, включали в себя золотые королевские реликвии, множество статуй Будды, украшения и монеты. Среди артефактов был также церемониальный золотой меч короля Интарача, по всей видимости изготовленный для церемонии погребения. Все найденные артефакты сейчас находятся в Национальном музее им. Чао Сам Пхраяа, построенном в 1961 году на деньги, вырученные с продажи вотивных табличек из крипты храма, и названным в честь короля Боромморачатхирата II.
Во время работы археологи обнаружили три комнаты, заполненные вотивными табличками из Таиланда, Индии, Бирмы, Индонезии, Непала и других стран. Также среди них были найдены несколько табличек с текстом на китайском языке и золотая бляшка с надписями на китайском. Кроме это в комнатах находились несколько золотых вотивов из Кашмира, три статуи Будды из Шри-Ланки, каменная статуя Будды из Индии и Непала.
Во время наводнения в 2011 году храм сильно пострадал. В январе 2012 годы был запущен совместный проект Германии и Таиланда по сохранению и восстановлению храма после затопления «German Wat Ratchaburana Safeguarding Project» (GRASP). Партнёром со стороны Таиланда является Департамент изобразительных искусств, со стороны Германии — Технический институт Кёльна.